# فرانكو شكاجور
فرانكو شكاجور (بالكرواتية: Franko Škugor)‏ مواليد 20 سبتمبر 1987 في شيبينيك، جمهورية كرواتيا الاشتراكية، جمهورية يوغوسلافيا الاشتراكية الاتحادية، هو لاعب كرة مضرب كرواتي يلعب باليد اليمنى ويحتل حالياً المرتبة رقم. 163 (29 فبراير 2016) في تصنيف رابطة محترفي كرة المضرب. أعلى تصنيف له في الفردي كان المركز الـ 147 في سنة 2011. أعلى تصنيف له في الزوجي كان المركز الـ 92 في سنة 2014.

## النهائيات

### الزوجي: 1 (الوصافة 1)
| الحصيلة | الرقم | التاريخ       | الدورة                                | الأرضية | الشريك         | المنافس                       | النتيجة       |
| ------- | ----- | ------------- | ------------------------------------- | ------- | -------------- | ----------------------------- | ------------- |
| الوصافة | 1.    | 27 يوليو 2014 | بطولة كرواتيا المفتوحة للتنس، كرواتيا | ترابية  | دوشان لاجوفيتش | فرانتيسيك تشيرماك لوكاس روسول | 4–6, 6–7(5–7) |

## روابط خارجية
- فرانكو شكاجور على موقع رابطة محترفي التنس (الإنجليزية)
- فرانكو شكاجور على موقع الاتحاد الدولي لكرة المضرب (الإنجليزية)
- فرانكو شكاجور على موقع كأس ديفيز (الإنجليزية)